# Роберт В. Сервіс
Роберт Вільям Сервіс (англ. Robert William Service; 16 січня 1874 — 11 вересня 1958) — канадський поет і прозаїк, відомий під псевдонімом «Бард Юкона». Відомий своїми віршами про північ Канади, включаючи такі, як «Розстріл Дана МакГрю», «Закон Юкона» и «Кремація Сема МакГі». Окрім віршів, присвячених Юкону, Сервіс також писав й поеми про Південну Африку, Афганістан і Нову Зеландію. Тематика його творів прославляє Британську імперію.

## Біографія

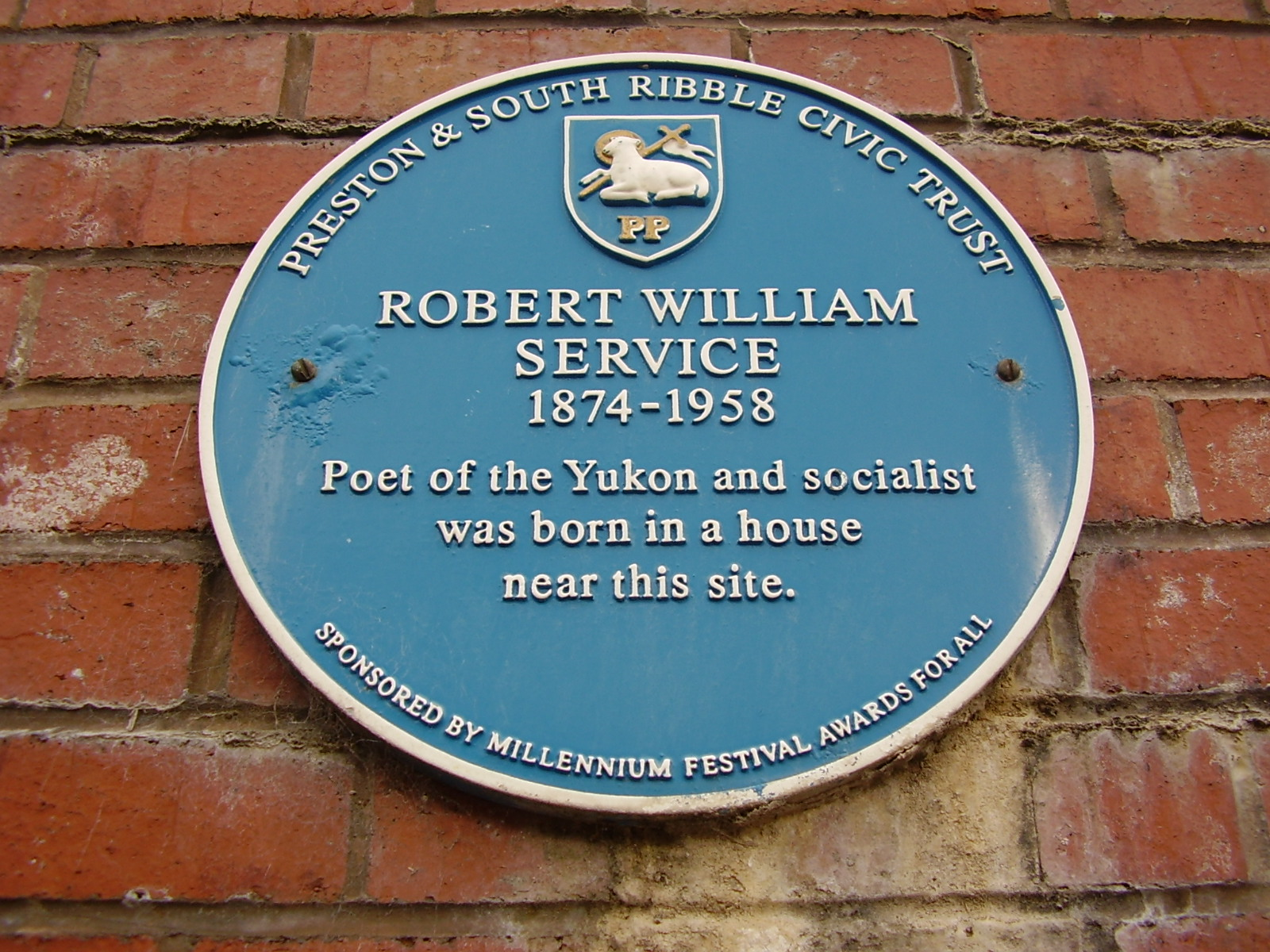
Меморіальна дошка в Престоні, Англія.

Сервіс народився в шотландській сім'ї, що жила в Престоні, Англія. Здобув освіту в Шотландії в старшій школі Hillhead в Глазго. Переїхав до Канади в віці 21 року, звільнившись з роботи в банку Глазго, і поселився на острові Ванкувер, Британська Колумбія, де ходив в костюмі, що нагадує Баффало Білла і мріяв сам стати ковбоєм. Подорожував всією західною частиною Північної Америки, наймаючись на різні роботи і швидко їх кидаючи. За контрактом з канадським комерційним банком він працював в різних галузях, після чого його направили до філії банку Уайтхорс на Території Юкон в 1904 році, через шість років після початку Клондайкської золотої лихоманки.
Натхненний красою дикої природи в Юконі, Сервіс почав писати вірші про побачене. Частина віршів склалася під враженням від розмов з місцевими жителями, хоча у віршах він описує ті ж події не з чужих слів, а як свідок.
В останні роки жив у Монако. Його проза і вірші дуже добре продавалися незважаючи на те, що його часто критикували за нерівномірність віршованого метра і досить прості рими. На один з романів був покладений фільм «Отруєний рай».
Помер у віці 84 років у результаті серцевого нападу в Ланьє (Франція) 11 вересня 1958 року. По його смерті залишилось більше ніж тисячі віршів і шести романів.

## Твори
- «Carry On!» (date missing)
- Songs of a Sourdough (1907) (видані в США як The Spell of the Yukon and Other Verses (1907))
- Ballads of a Cheechako (1909)
- Rhymes of a Rolling Stone (1912)
- Songs of the Yukon (1913)
- Rhymes of a Red-Cross Man (1916)
- Ballads of a Bohemian (1921)
- Twenty Bath-Tub Ballads (1939)
- Bar-Room Ballads (1940)
- Songs of a Sun-Lover. A Book of Light Verse (1949).
- Rhymes of a Roughneck. A Book of Verse (1950).
- Lyrics of a Lowbrow. A Book of Verse (1951).
- Rhymes of a Rebel. A Book of Verse (1952).
- Songs for my Supper (1953).
- Carols of an Old Codger (1955).
- Rhymes for My Rags (, 1956).